# Nederlandse kampioenschappen schaatsen sprint 2001
De Nederlandse kampioenschappen sprint 2001 werden op 29 en 30 december 2000 gehouden in Heerenveen in schaatshal Thialf.

## Mannen
Afstandmedailles
| Afstand  | 1e              | 2e               | 3e            |
| -------- | --------------- | ---------------- | ------------- |
| 1e 500m  | Erben Wennemars | Gerard van Velde | Arnout Coenen |
| 1e 1000m | Erben Wennemars | Jeroen Straathof | Arnout Coenen |
| 2e 500m  | Erben Wennemars | Gerard van Velde | Bas Brusche   |
| 2e 1000m | Erben Wennemars | Jeroen Straathof | Arnout Coenen |

### Eindklassement
| #      | Schaatser             | 500m       | 1000m        | 500m       | 1000m        | Punten  |
| ------ | --------------------- | ---------- | ------------ | ---------- | ------------ | ------- |
| Goud   | Erben Wennemars       | 35,80 (1)  | 1.10,54 (1)  | 35,96 (1)  | 1.10,19 (1)  | 142.125 |
| Zilver | Gerard van Velde      | 36,43 (2)  | 1.12,36 (5)  | 36,54 (2)  | 1.12,34 (4)  | 145.320 |
| Brons  | Jeroen Straathof      | 36,64 (4)  | 1.11,73 (2)  | 36,92 (4)  | 1.11,80 (2)  | 145.325 |
| 4      | Arnout Coenen         | 36,59 (3)  | 1.12,25 (3)  | 37,11 (8)  | 1.12,19 (3)  | 145.920 |
| 5      | Jakko Jan Leeuwangh   | 36,80 (5)  | 1.12,57 (6)  | 36,95 (5)  | 1.12,53 (6)  | 146.300 |
| 6      | Bjarne Rykkje         | 36,96 (7)  | 1.12,72 (8)  | 37,00 (6)  | 1.12,57 (7)  | 146.605 |
| 7      | Bas Brusche           | 36,84 (6)  | 1.12,64 (7)  | 36,85 (3)  | 1.13,41 (10) | 146.715 |
| 8      | Alexander Oltrop      | 37,31 (11) | 1.12,26 (4)  | 37,20 (9)  | 1.12,44 (5)  | 146.860 |
| 9      | Emiel de Jager        | 37,25 (9)  | 1.12,76 (9)  | 37,20 (9)  | 1.13,29 (8)  | 147.475 |
| 10     | Jeroen Hairwassers    | 37,28 (10) | 1.13,20 (10) | 37,20 (9)  | 1.14,18 (12) | 148.170 |
| 11     | Teunis Hoefnagel      | 37,55 (12) | 1.13,82 (12) | 37,65 (12) | 1.13,40 (9)  | 148.810 |
| 12     | Dennis Kalker         | 37,02 (8)  | 1.15,47 (16) | 37,04 (7)  | 1.15,33 (16) | 149.460 |
| 13     | Daan Kegel            | 38,06 (15) | 1.13,80 (11) | 37,98 (14) | 1.13,97 (11) | 149.925 |
| 14     | Bastiaan Krul         | 37,98 (13) | 1.14,21 (13) | 37,76 (13) | 1.14,39 (13) | 150.040 |
| 15     | Patrick van Falier    | 38,32 (18) | 1.14,34 (14) | 38,61 (20) | 1.14,99 (14) | 151.595 |
| 16     | Niels Arnold          | 38,38 (19) | 1.15,10 (15) | 38,12 (15) | 1.15,24 (15) | 151.670 |
| 17     | Arjen Rients Folkerts | 38,31 (17) | 1.15,85 (18) | 38,19 (16) | 1.16,34 (16) | 152.595 |
| 18     | Gerjan Norg           | 38,56 (20) | 1.15,70 (17) | 38,34 (18) | 1.15,97 (17) | 152.735 |
| 19     | Ronald van der Ing    | 38,02 (14) | 1.17,43 (19) | 38,29 (17) | 1.16,56 (19) | 153.305 |
| 20     | Roald Schuurman       | 38,13 (16) | 1.17,90 (20) | 38,43 (19) | 1.17,66 (20) | 154.340 |

## Vrouwen
Afstandmedailles
| Afstand  | 1e              | 2e              | 3e              |
| -------- | --------------- | --------------- | --------------- |
| 1e 500m  | Andrea Nuyt     | Marianne Timmer | Frouke Oonk     |
| 1e 1000m | Marianne Timmer | Andrea Nuyt     | Christine Heins |
| 2e 500m  | Andrea Nuyt     | Marianne Timmer | Frouke Oonk     |
| 2e 1000m | Marianne Timmer | Andrea Nuyt     | Marieke Wijsman |

### Eindklassement
| #      | Schaatser            | 500m       | 1000m        | 500m       | 1000m        | Punten  |
| ------ | -------------------- | ---------- | ------------ | ---------- | ------------ | ------- |
| Goud   | Marianne Timmer      | 39,03 (2)  | 1.17,04 (1)  | 39,04 (2)  | 1.17,50 (1)  | 155.340 |
| Zilver | Andrea Nuyt          | 38,91 (1)  | 1.17,60 (2)  | 38,76 (1)  | 1.18,10 (2)  | 155.520 |
| Brons  | Frouke Oonk          | 39,30 (3)  | 1.19,02 (4)  | 39,41 (3)  | 1.19,39 (4)  | 157.915 |
| 4      | Christine Heins      | 40,00 (5)  | 1.18,83 (3)  | 39,64 (4)  | 1.19,77 (5)  | 158.940 |
| 5      | Marieke Wijsman      | 40,33 (6)  | 1.20,01 (5)  | 39,99 (6)  | 1.19,34 (3)  | 159.995 |
| 6      | Yvonne Leever        | 39,67 (4)  | 1.20,40 (6)  | 39,88 (5)  | 1.20,71 (6)  | 160.105 |
| 7      | Dianne Kootstra      | 40,73 (7)  | 1.22,51 (7)  | 40,44 (7)  | 1.21,69 (7)  | 163.270 |
| 8      | Arine Schingenga     | 41,24 (9)  | 1.23,53 (9)  | 41,05 (8)  | 1.24,99 (12) | 166.550 |
| 9      | Maurine Kroon        | 41,61 (10) | 1.23,64 (10) | 41,86 (11) | 1.23,50 (8)  | 167.040 |
| 10     | Yvonne Hijgenaar     | 41,88 (12) | 1.24,01 (12) | 41,79 (10) | 1.23,66 (10) | 167.505 |
| 11     | Linda Smink          | 42,11 (13) | 1.23,51 (8)  | 42,33 (12) | 1.23,56 (9)  | 167.975 |
| 12     | Esmé van Benthem     | 42,77 (14) | 1.23,88 (11) | 42,39 (13) | 1.24,40 (11) | 169.300 |
| 13     | Cindy Groen          | 41,79 (9)  | 1.26,54 (16) | 41,59 (9)  | 1.26,07 (14) | 169.685 |
| 14     | Chantal Hoefsloot    | 42,80 (15) | 1.24,70 (13) | 42,51 (14) | 1.25,87 (13) | 170.595 |
| 15     | Paulien van Deutekom | 43,68 (16) | 1.25,84 (15) | 43,81 (15) | 1.26,10 (15) | 173.460 |
| DNS3   | Tijn Ponjee          | 40,88 (8)  | 1.24,99 (14) | DNS        | DNS          | 83.375  |